# La Chapelle-Neuve, Côtes-d'Armor
La Chapelle-Neuve är en kommun i departementet Côtes-d'Armor i regionen Bretagne i nordvästra Frankrike. Kommunen ligger i kantonen Belle-Isle-en-Terre som tillhör arrondissementet Guingamp. År 2022 hade La Chapelle-Neuve 403 invånare.
På bretonska heter orten Ar Chapel-Nevez.

## Befolkningsutveckling
Antalet invånare i kommunen La Chapelle-Neuve
Referens:INSEE